# Abdyl Frashëri

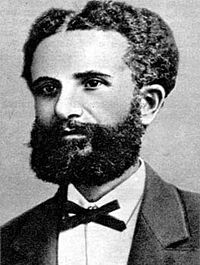
Abdyl Frashëri (1880)

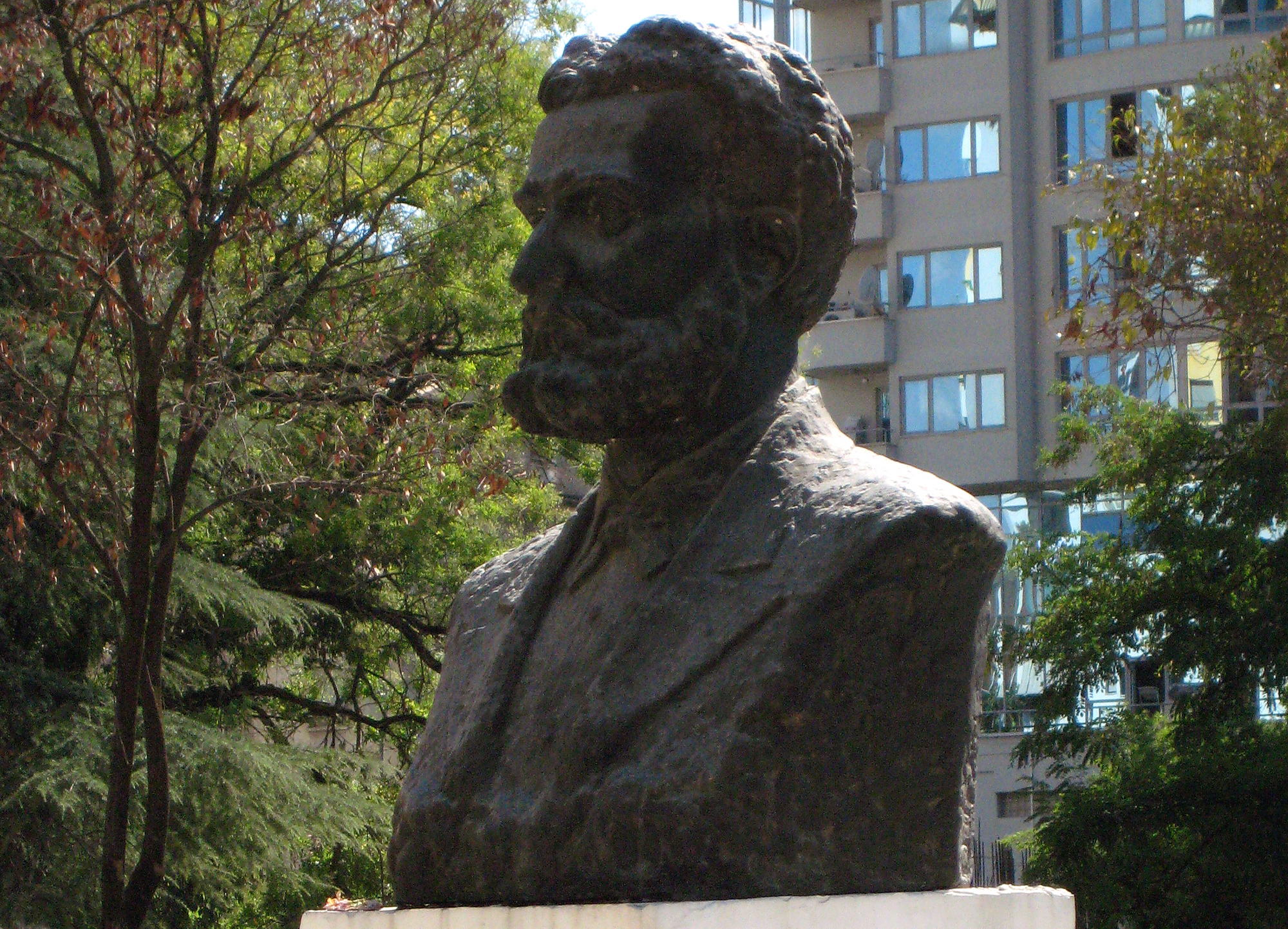
Als Figur des albanischen Widerstandes gegen die Osmanen wird an Abdyl Frashëri in vielen albanischen Städten mit Statuen und Büsten gedacht, wie hier in Tirana

Abdyl Frashëri (* 17. August 1839 in Frashër; † 11. Oktober 1892 in Istanbul) war ein albanisch-osmanischer Autor, Staatsmann, Diplomat und Politiker. Er gehörte zu den wichtigsten Aktivisten der albanischen Nationalbewegung Rilindja; so war er entscheidend an der Gründung der Liga von Prizren 1878 beteiligt.

## Leben
Abdyl Frashëri entstammte einer Bektaschi-Familie und war der älteste Sohn des verarmten Paschas Halit Bey Frashëri (1797–1859) und Emine Hanëm (1814–1861). Er erhielt seine frühe Ausbildung an der Frashër-Tekke. Nach dem Tod seiner Eltern übersiedelte er mit seiner Familie – darunter seine ebenfalls historisch bedeutenden Brüder Naim und Sami Frashëri – 1865 aus seinem Heimatdorf nach Ioannina und trat in die Dienste des osmanischen Staates; 1877 wurde er Leiter des Zollamts von Ioannina. 1876 war er Mitglied des ersten Osmanischen Parlaments.
Als im Zuge des Vertrags von San Stefano 1878 die Abtretung albanisch besiedelter Gebiete an Bulgarien und Montenegro drohten, begann sich Frashëri publizistisch mit der nationalen Frage auseinanderzusetzen. Er schrieb Artikel in osmanisch- und griechischsprachigen Zeitungen, in denen er als Erster die Belange der albanischen Bevölkerung öffentlich zur Diskussion stellte.
Gemeinsam mit anderen albanischen Intellektuellen gründete er 1877 in Istanbul das Zentralkomitee zur Verteidigung der Rechte des albanischen Volkes (alb. Komiteti qendror për mbrojtjen e të drejtave të kombësisë shqiptare). Dessen Ziel war es, eine gewisse Autonomie für die albanischen Siedlungsgebiete innerhalb des Osmanischen Reiches zu erreichen. Im Juni 1878 nahm Abdyl Frashëri in Prizren als Vertreter des Istanbuler Zentralkomitees an der Gründung der Liga von Prizren teil, in der er in den folgenden Jahren eine führende Rolle spielte. Danach ging er nach Südalbanien, wo er das Ziel der Liga – Verhinderung der Abtretung albanisch besiedelter Gebiete an die Balkanstaaten – in die Tat umzusetzen suchte. Er begründete ein albanisches Komitee für Ioannina und stellte Truppen auf, die einer Annexion des Epirus durch Griechenland entgegenwirken sollten. Eine unter seiner Leitung in der Bektaschi-Tekke seines Heimatdorfs abgehaltene Versammlung muslimischer und christlicher Grundbesitzer einigte sich auf ein Autonomieprogramm, das in Prizren im November 1878 von der Liga angenommen wurde.
1879 besuchte Abdyl Frashëri mit Mehmed Ali Vrioni Berlin, Paris, Wien und Rom, um bei den Großmächten Unterstützung für die albanische Sache zu suchen und den dortigen Regierungen ein Memorandum mit den albanischen Forderungen zu überreichen. Diese Bemühungen blieben aber völlig wirkungslos.
Im Oktober 1879 war Frashëri Mitbegründer der Istanbuler Gesellschaft für den Druck albanischen Schrifttums (alb. Shoqëria e të shtypurit shkronja shqip).
Im Januar 1881 übernahm die Liga von Prizren unter Frashëris Leitung die Verwaltung des Vilâyets Kosovo. Nachdem Abdyl Frashëri auch noch den türkischen Verwaltungschef von Dibra abgesetzt hatte, griff die osmanische Regierung im April mit Truppen ein. Nach der Zerschlagung der Liga musste Abdyl Frashëri fliehen. Auf der Flucht durch Albanien wurde er bei Elbasan aufgegriffen und zuerst zum Tode verurteilt; die Strafe wurde aber in lebenslange Haft abgemildert. Ende 1885 wurde Frashëri freigelassen und durfte sich hernach nicht mehr in den albanischen Vilâyets aufhalten. Er starb am 11. Oktober 1892 in Istanbul.
Posthum wurde Frashëri 2003 als Held des Kosovo ausgezeichnet.

## Privatleben
Abdyl Frashëri war mit Ballkëze Frashëri (geborene Lahçenja) verheiratet. Das Paar hatte drei Söhne: Feridun, Halid und Midhat Frashëri.